# Konrad von Malsen-Waldkirch

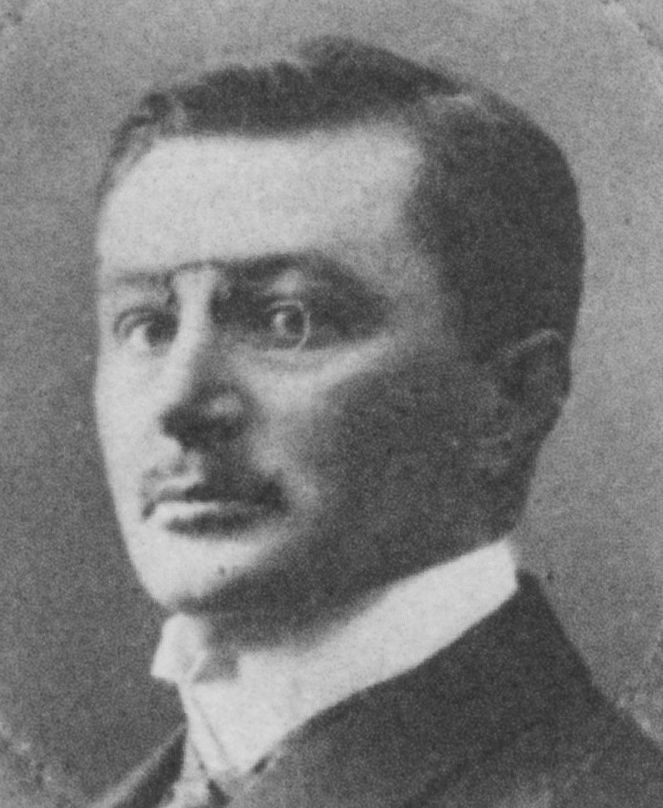
Konrad von Malsen-Waldkirch als Reichstagsabgeordneter 1912

Konrad Freiherr von Malsen-Waldkirch (* 11. Juli 1869 in Starnberg; † 17. Juni 1913 in München) war Gutsbesitzer und Mitglied des Deutschen Reichstags.

## Leben
Konrad von Malsen war ein Sohn des am 28. März 1828 in Bamberg geborenen Oberstkämmerers Konrad Ludwig Freiherr von Malsen und der Wilhelmine (1844–1899), Tochter des Grafen Klemens von Waldkirch (1806–1858).
Er besuchte das humanistische Wilhelmsgymnasium München (Abitur 1887) und die Universität München, wo er Rechtswissenschaften studierte. Danach erwarb er juristische Praxis bei den staatlichen Behörden und bestand den juristischen Staatskonkurs.  Seitdem widmete er sich der Bewirtschaftung und Verwaltung seiner Besitzungen in Schermau. Er war Königlich bayerischer Oberleutnant der Landwehrkavallerie und Königlich bayerischer Kämmerer. Ab 1905 war er Mitglied der Abgeordnetenkammer des bayerischen Landtags, Referent über das Waffengesetz und das Fischereigesetz und 4. Schriftführer. Ferner war er Mitherausgeber des Werkes Das bayerische Fischereirecht (1910). Ausgezeichnet wurde er mit dem Verdienstorden vom Heiligen Michael IV. Klasse und der Landwehrdienstauszeichnung.
Ab 1912 war er Mitglied des Deutschen Reichstags für den Wahlkreis Niederbayern 1 (Landshut, Dingolfing, Vilsbiburg) und die Deutsche Zentrumspartei.
Er erhielt am 25. April 1909 in München eine königlich bayerische Namens- und Wappenvereinigung mit den Grafen von Waldkirch, als Freiherr von Malsen-Waldkirch. Er wurde Erbe des Gräflich Waldkirch'schen Fideikommiss Schermau (heute Ortsteil von Dingolfing) in Niederbayern.
Am 1. August 1910 heiratete er in Würzburg Maria Olga (Maja; 1882–1976), Ehrendame des bayerischen Theresienordens und Tochter des Generals Graf Alfred Eckbrecht von Dürckheim-Montmartin sowie mütterlicherseits Nachfahrin des Grafen Alexei Grigorjewitsch Bobrinski, unehelichen Sohnes Katharina der Großen. 
Er starb an einer Herzlähmung. Er hinterließ zwei Söhne, der zweite war bei seinem Tod erst sechs Wochen alt. Er wurde in der Familiengruft in Frauenbiburg beigesetzt.